# Delitto a Saint-Malo
Delitto a Saint-Malo (Meurtres à Saint-Malo) è un film TV del 2013, in co-produzione franco-belga, diretto da Lionel Bailliu.
Il film è il primo episodio del ciclo poliziesco Delitto a... (Meurtres à...).

## Trama
Gwenaële Garrec, capitano della polizia di Rennes, ed Eric Vautier, sergente della Gendarmerie di Saint-Malo, indagano sull'omicidio di un uomo ritrovato sulla spiaggia della cittadina francese, che presenta i segni di una tortura in uso nei corsari del XVII secolo.

## Produzione
Il film è stato girato tra il 23 novembre e il 21 dicembre 2012 a Saint-Malo e dintorni.

### Cast
- Bruno Solo: Eric Vautier
- Louise Monot: Gwenaële Garrec
- Swann Arlaud: Loïc Garrec
- Aurélien Wiik: Ronan
- Patrick Raynal: Alexandre Fontaine
- Micky Sébastian: Catherine Fontaine
- Olivier Claverie: Beaulieu
- Marina Keltchewsky: Nathalie
- Thierry Barbet: Guyvarch
- Fejria Deliba: Brisson
- Loïc Baylacq: Gael Legoff
- Lety Pardalis: Nicole Vautier
- Gaëlle Loizic: gendarme
- Vincent Furic: banchiere
- Alexandra Sallé: avvocato Legoff

## Distribuzione

### Data di prima visione
Le date di prima TV internazionali sono state:
- 19 aprile 2013 in Belgio, su La Une;[2]
- 23 aprile 2013 in Francia, su France 3;[5][6]
- 5 marzo 2014 in Giappone;[6]
- 25 luglio 2017 in Italia, su Rete 4.[3][6]